# Spezia Calcio
Spezia Calcio ist ein 1906 gegründeter italienischer Fußballverein aus der ligurischen Stadt La Spezia. Weitere Bezeichnungen sind I Aquilotti („Die Adler“) und I Bianconeri („Die Weiß-Schwarzen“).
Heimspielstätte des Vereins ist das 10.336 Plätze fassende Stadio Alberto Picco.

## Geschichte

### Die Anfänge
Am 10. Oktober 1906 gründete der Schweizer Kaufmann Hermann Hurny zusammen mit anderen Schweizern die Fußballabteilung des Sport Club Spezia. Der Verein spielte in der Folge zumeist auf der Piazza d’Armi gegen Seeleute, deren Schiffe gerade im Hafen von La Spezia lagen. Am 20. November 1911 entstand der Spezia FC, als erster Präsident wurde Francesco Corio gewählt. Erster Kapitän und auch erster Torschütze des Spezia FC war Alberto Picco. Letzterer fiel wenige Jahre später während des Ersten Weltkriegs, im Alter von lediglich 20 Jahren. Seine erste offizielle Partie bestritt der Verein am 20. Januar 1912, anlässlich eines Freundschaftsspieles gegen Virtus Juventusque aus Livorno. Das Spiel endete mit einem 2:2 und Alberto Picco erzielte dabei den ersten Treffer für die Adler. 1919 wurde das Stadion nach Alberto Picco benannt, dessen Namen das Stadion noch heute trägt. In der Meisterschaft 1920 änderte man die Trikotfarbe, neu war die Vereinsfarbe Weiß und Schwarz und nicht mehr Himmelblau wie zuvor. Diese Vereinsfarben wurden aufgrund der damaligen Topmannschaft Pro Vercelli gewählt, die ebenfalls weiße Trikots und schwarze Shorts trug.

### Der Gewinn der Meisterschaft (1943/44)
In der Saison 1943/44 fand trotz aller Kriegswirren eine italienische Fußballmeisterschaft statt. Jedoch konnten kriegsbedingt nur Mannschaften aus Norditalien teilnehmen. Dabei wurden zuerst regionale Ausscheidungsspiele durchgeführt. La Spezia wurde in die Ausscheidungsrunde D der Emilia-Romagna eingeteilt. Die Adler waren zu jener Zeit Führungslos, da der letzte Präsident Coriolano Perioli in ein deutsches Konzentrationslager geschickt worden war. Giacomo Semorile, der einzige Verbleibende aus der ehemaligen Führung, beschloss, eine in La Spezia stationierte Truppe, die (Vigili del Fuoco Spezia (de: Freiwillige Feuerwehr von La Spezia)) zu kontaktieren, damit diese dem Spezia FC Spieler zur Verfügung stellen sollte, damit der Verein an der Meisterschaft teilnehmen konnte. Die Truppenleitung genehmigte dies. Und so fusionierte die AC Spezia mit den Vigili del Fuoco Spezia und der neue Verein wurde in VV.F. Spezia umbenannt. Als Trainer konnte Ottavio Barbieri verpflichtet werden, der bereits mit CFC Genua die Meisterschaft gewonnen hatte und der in seiner Jugend Nationalspieler gewesen war.

#### Qualifikation
La Spezia spielte in der Gruppe D gegen Corradini Suzzara, Fidentina, Orlandi G. Busseto und die AC Parma. La Spezia belegte den ersten Platz mit 13 Punkten vor Corradini Suzzara. Die ersten beiden Vereine qualifizierten sich für die nächste Runde. Hierbei traf VV.F. Spezia erneut auf Corradini Suzzara, auf Carpi und den FC Modena. Auch hier belegte Spezia am Ende souverän Platz 1 und zog somit in die Halbfinalrunde der Region Emilia-Romagna ein. Hierbei traf man auf den FC Bologna. Spezia gelangen zwei Siege und somit erreichte VV.F. die Finalrunde.

#### Finalrunde
Hier traf man auf den AC Venedig und den Grande Torino. Im ersten Spiel trennten sich Spezia und Venedig mit einem 1:1-Unentschieden. Das zweite Spiel konnte VV.F. gegen Turin knapp mit 2:1 für sich entscheiden. Im letzten Spiel zeigte Turin noch einmal seine Klasse und gewann mit 5:2 gegen Venedig. Damit war die Überraschung perfekt, VV.F. war der neue italienische Meister.

#### Anerkennung
Einen Tag nach dem überraschenden Sieg von La Spezia erklärte die FIGC, der italienische Fußballverband, dass dieses Turnier keine reguläre Meisterschaft war und dass somit La Spezia nicht den Scudetto, sondern nur die Kriegsmeisterschaft gewonnen habe. Dies, obwohl vor und während der Meisterschaft das Turnier als offizielle italienische Meisterschaft bezeichnet worden war. Nach vielen Jahren, in denen La Spezia die Anerkennung des Scudettos gefordert hatte, verlieh am 22. Januar 2002 die FIGC La Spezia einen Ehrentitel für den Gewinn der Meisterschaft 1943/44 mit der Möglichkeit, diesen Titel für immer auf den Trikots und im Wappen tragen zu dürfen. Etwas, was sonst nur Mannschaften mit mindestens 10 Scudetti erlaubt ist.

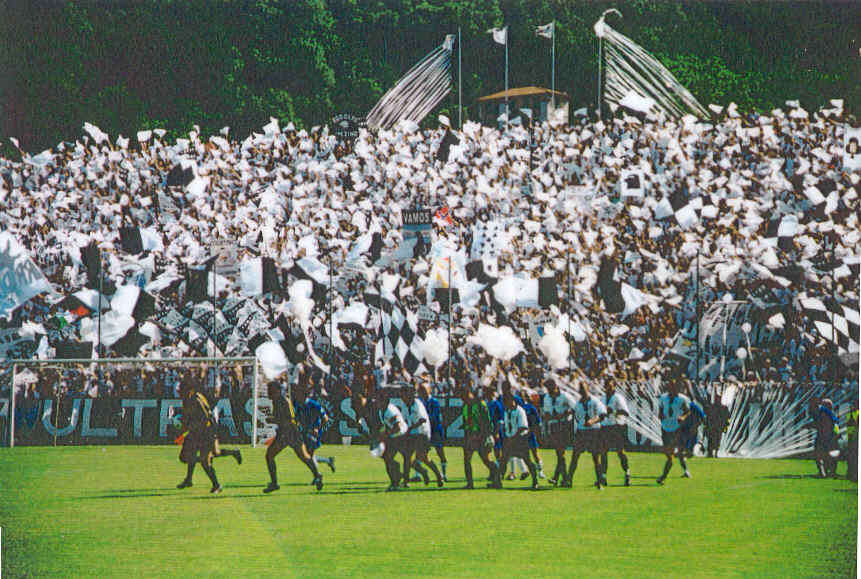
Curva Ferrovia

### Die Saison 2005/06
Spezia beendete die Saison 2005/06 mit 63 Punkten, sieben Zähler vor dem zweitplatzierten CFC Genua, auf dem ersten Platz und stieg direkt in die Serie B auf. Die Mannschaft hatte sich während der Saison durch seine Heimstärke (insgesamt 14 Heimsiege) und seine treffsicheren Stürmer Massimiliano Guidetti (15 Tore und damit Torschützenkönig) und Massimiliano Varricchio (13 Tore) ausgezeichnet. Während der Saison gewann Spezia zudem erstmals gegen Genua 1893 und gewann die Supercoppa der Serie C; im Finalspiel setzte man sich gegen die SSC Neapel durch.

### 100. Jubiläum
Zum hundertjährigen Bestehen im Jahre 2006 wurde ein neues Vereinswappen und ein neues Trikot präsentiert. Die erste Partie 2006 bestritt Spezia gegen Pro Patria, anlässlich dieser Partie trug die Mannschaft von Spezia Calcio ein historisches Trikot.

### Partnerschaft mit Kwara
Seit August 2011 führt Spezia eine Partnerschaft mit der Kwara Football Academy (KFA) aus Ilorin, Nigeria. Beide Vereine einigten sich auf einen Austausch von nigerianischen Jugendlichen, die in Italien einer Ausbildung nachgehen sollen.

## Ehemalige Spieler
- Massimo Agostini
- Lucien Agoumé
- Enrico Albertosi
- Sergio Battistini
- Sergio Bertoni
- Roberto Bordin
- Sergio Borgo
- Renato Buso
- Riccardo Carapellese
- Daniele Carnasciali
- Mario Castellazzi
- Eusebio Castigliano
- Jeff Chabot
- Diego Farias
- Dorin Goian
- Davor Jozić
- Lorenzo Lollo
- Fabrizio Lorieri
- Andrea Mazzantini
- Luca Mondini
- Federico Munerati
- Davide Nicola
- Goran Pandev
- Roberto Piccoli
- Giuseppe Pillon
- Tommaso Pobega
- Ercole Rabitti
- Gino Rossetti
- Fausto Salsano
- Giuseppe Sannino
- Riccardo Saponara
- Luigi Scarabello
- Luciano Spalletti
- Claudio Terzi
- Sauro Tomà
- Cristian Zaccardo

## Ehemalige Trainer
- Sergio Bertoni
- Nenad Bjelica
- Domenico Di Carlo
- Loris Dominissini
- Vincenzo Italiano
- Attilio Lombardo
- Andrea Mandorlini
- Devis Mangia
- Ferruccio Mazzola
- Ferenc Molnár
- Enzo Robotti
- Gino Rossetti
- Giuseppe Savoldi
- Michele Serena
- Giovanni Stroppa
- Gian Piero Ventura
- József Viola

## Vereinsrekorde
- Höchster Sieg: 9:0 AC Spezia – Savona 1907 FBC in der Saison 1935/36 und 9:0 AC Spezia – Taranto Sport in der Saison 1939/40.
- Höchste Niederlage: 7:0 Atalanta Bergamo – AC Spezia in der Saison 1932/33.
- Rekordspieler: Osvaldo Motto mit 447 Einsätzen
- Rekordtorschütze: Giovanni Costa mit 80 Toren